# Los camioneros
Los camioneros es una serie española de televisión, emitida por TVE en 1973 y 1974, dirigida por Mario Camus, con guiones de Pedro Gil Paradela, música de Antón García Abril y protagonizada por Sancho Gracia.

## Argumento
Paco (Sancho Gracia) es un camionero que recorre las carreteras de España encontrando todo tipo de ambientes, personajes e historias, que le hacen vivir aventuras inesperadas.

## Listado de episodios
- Tabaco y naranjas a mitad de precio - 12 de noviembre de 1973
  - Antonio Iranzo
  - Elena Casares
  - José Yepes

- Ruta bajo la nieve de enero - 19 de noviembre de 1973
  - Valeriano Andrés
  - William Layton
  - Inma de Santis

- Quince toneladas de madera y una mujer - 26 de noviembre de 1973
  - Carlos Otero
  - Antonio Medina
  - Sonsoles Benedicto

- Lejos del punto de partida - 3 de diciembre de 1973
  - Mario Pardo
  - Rudy Gaebell
  - Carmen Lozano

- La izquierda de un campeón solitario - 10 de diciembre de 1973
  - José Guardiola
  - Richard Santis
  - Manuel Calvo

- Somos jóvenes y podemos esperar - 7 de enero de 1974
  - Fernando Sánchez Polack
  - José Orjas
  - Eva León
  - Omar Butler
  - Alfonso del Real
  - María Luisa San José

- Ida y vuelta por el mismo camino - 14 de enero de 1974
  - Álvaro de Luna
  - Charo López
  - Mario De Barros

- Con los indios en el desierto - 21 de enero de 1974
  - Gela Geisler
  - Ricardo Palacios

- La escapada de un viejo corredor - 28 de enero de 1974
  - George Rigaud
  - Manuel Zarzo

- Puesta a punto de un conductor - 4 de febrero de 1974
  - Alberto de Mendoza
  - Diana Lorys
  - Vicente Bañó

- Un cordero, dos corderos, tres corderos - 11 de febrero de 1974
  - Manuel Alexandre
  - Rosa Fontana
  - Juan Amigo

- Seis toros y un toreado - 18 de febrero de 1974
  - José Manuel Martín
  - Marisa Paredes
  - Enrique Paredes

- Seis meses en punto muerto - 25 de febrero de 1974
  - José Suárez
  - Silvia Vivó

## Premios
- TP de Oro (1973): Mejor Serie Nacional